# Jorge de Ataíde
D. Jorge de Ataíde (Lisboa, 23 de abril de 1535 - Castanheira do Ribatejo, 17 de janeiro de 1611)  foi um fidalgo, prelado e estadista português.

## Biografia
Era filho segundogénito de D. António de Ataíde, 1.º Conde da Castanheira e de sua mulher Ana de Távora, filha de Álvaro Pires de Távora, senhor de Mogadouro.
Sendo filho segundo, não herdeiro da casa paterna, seguiu a carreira eclesiástica e completou estudos em Direito canónico na Universidade de Coimbra. 
Em 1562, por ordem da rainha D. Catarina de Áustria, foi enviado ao Concílio de Trento, juntamente com o frade dominicano Luis de Sotomayor e o frade franciscano António de Pádua. No final do Concílio, seguiu para Roma, onde participou na reforma do Missal Romano e do breviário, missão específica que lhe foi atribuída pelo Papa Pio IV. No entanto, a sua permanência em Roma acabaria por ser curta, pois a morte do seu pai em 1563 obrigou-o a voltar a Portugal.
Ao regressar, foi nomeado para o cargo de presidente da Mesa da Consciência e Ordens e mais tarde, em 23 de julho de 1568, foi nomeado bispo de Viseu, cargo no qual, após a obtenção da bula papal, seria consagrado em 7 de novembro de 1568 por D. Julião de Alva, bispo de Miranda, sendo co-consagrantes D. Gaspar Cão, bispo de São Tomé e Príncipe e D. Manuel de Almada, bispo de Angra. 
D. Jorge de Ataíde tomou formalmente posse da diocese de Viseu em 14 de março de 1569 e exerceu essa dignidade até 4 de julho de 1578, quando resignou ao cargo.  Durante o seu governo da diocese, mandou construir a nova sacristia da Sé de Viseu. Logo depois de deixar o cargo, o cardeal-rei D. Henrique nomeou-o Capelão-mor da casa real portuguesa.
Durante a crise de sucessão de 1578-1580, tornou-se apoiador das pretensões de Filipe II de Espanha ao trono português, atraindo os seus familiares para a causa filipina. Foi um dos primeiros súbditos portugueses a deslocar-se a Badajoz para servir o rei castelhano, auxiliando-o na tomada do poder em Portugal. Em recompensa, foi novamente nomeado presidente da Mesa da Consciência e Ordens, em 4 de dezembro de 1580.
Em 1583 deixou Portugal e instalou-se junto à corte de Madrid onde fez parte, juntamente com Cristóvão de Moura, Pedro Barbosa de Luna, Francisco Nogueira e Nuno Álvares Pereira, do recém criado Conselho de Portugal.
A morte de Filipe II em 13 de setembro de 1598 e a chegada ao trono do novo soberano, Filipe III de Espanha, decretaram o ocaso da sua influência na corte de Madrid. O novo homem forte da monarquia ibérica, Francisco Gómez de Sandoval y Rojas, 1.º Duque de Lerma, logo começou a colocar os seus parentes e clientes nos principais órgãos do governo. Assim, Juan de Borja y Castro, tio do Duque de Lerma, foi nomeado para o cargo de presidente do Conselho de Portugal em 1599, onde rapidamente suplantou Cristóvão de Moura e D. Jorge de Ataíde, para se tornar o verdadeiro homem forte da política portuguesa.
Em 1602 Ataíde foi convidado para o cargo de Inquisidor-Geral de Portugal, apesar dos seus quase 70 anos de idade; aceitou o convite, mas acabaria por renunciar ao cargo pouco tempo depois, por este não vir acompanhado do prometido barrete cardinalício.
Aproveitando a transferência da Corte para Valladolid, conseguiu recuperar algum prestígio e influência nos meios cortesãos, pois Juan de Borja teve que permanecer em Madrid ao serviço de Margarida da Áustria, Rainha da Espanha. Porém, nunca conseguiu recuperar o nível de influência que anteriormente tivera pelo que, após o ano de 1602, pediu para ser dispensado de todas as suas funções, a fim de poder regressar a Portugal. 
Voltaria a Lisboa no ano seguinte, em 1603, e retomou as suas atividades eclesiásticas (incluindo a sagração, em 21 de março de 1610, do seu sobrinho D. João Manuel de Ataíde como bispo de Viseu) até à sua morte, ocorrida na Castanheira a 17 de Janeiro de 1611. 
D. Jorge de Ataíde que, em vida, promovera vastas obras de reedificação de todo o convento de Santo António da Castanheira, foi sepultado junto ao túmulo dos seus pais, que ele mandara erguer à sua custa, nesse convento. 

## Obra literária
Publicou, em 2 Tomos, as "Actas do Concílio Tridentino até à 7 sessão a que assistiu", um Nobiliário das Famílias do Reino (que ficou manuscrito) e ainda obras religiosas escritas em latim.